# Betygsinflation
Betygsinflation används på två sätt:    
1) glädjebetyg: vissa skolors tilldelning av högre betyg än elever förtjänar, exempelvis jämfört med skolans utfall i nationella prov, vilket medför att betygen på sikt blir allt högre utan att detta motsvaras av att de faktiska kunskaperna ökat
2) tendensen att gradvis sänka kunskapskraven i landet för en viss betygsnivå och tilldela högre betyg för studieprestationer som tidigare skulle ha värderats lägre, exempelvis på grund av att antal lektionstimmar har minskat i ett ämne eller att relativa betyg har tillämpats.
Betygsinflation diskuteras ofta inom utbildning i USA och till GCSE:s och A-nivåer i England och Wales. Det är också en fråga i många andra länder, som Kanada, Australien, Nya Zeeland, Frankrike, Tyskland, Sydkorea, Sverige och Indien.